# 마음의 우근
마음의 우근(心の羽根)은 일본의 여성 아이돌 유닛 팀 드래곤 from AKB48 (후술)의 노래이다.

## 팀 드래곤 from AKB48
팀 드래곤 from AKB48(チームドラゴン from AKB48)는 일본의 아이돌 그룹 AKB48 멤버 7명이 TV 애니메이션 드래곤볼 카이의 주제가에 의해 결성한 여성 아이돌 그룹이다.